# Keyence
Keyence Corporation (キーエンス Kīensu) er en japansk elektronikvirksomhed. De producerer sensorer, stregkodescannere, lasermarkører, printere, måleinstrumenter og mikroskoper til primært industriel automatik.
Keyence får deres produkter fremstillet hos andre elektronikvirksomheder og beskæftiger sig derfor med planlægning og udvikling af produkter.